# Ovocipède
L'Ovocipède est une œuvre de l'artiste Salvador Dalí. Il s'agit d'une sphère en plastique transparent de 1,40 m de diamètre dans laquelle prend place un passager, assis sur un siège monté sur roulements et qui reste à l'horizontale. L'ovocipédiste se déplace en faisant rouler la sphère à l'aide de ses pieds.
L'Ovocipède a été présenté à Paris en décembre 1959 par Joséphine Baker et Martine Carol devant le Lido, place de la Concorde[Où ?].